# Піп Іван (Чорногора)

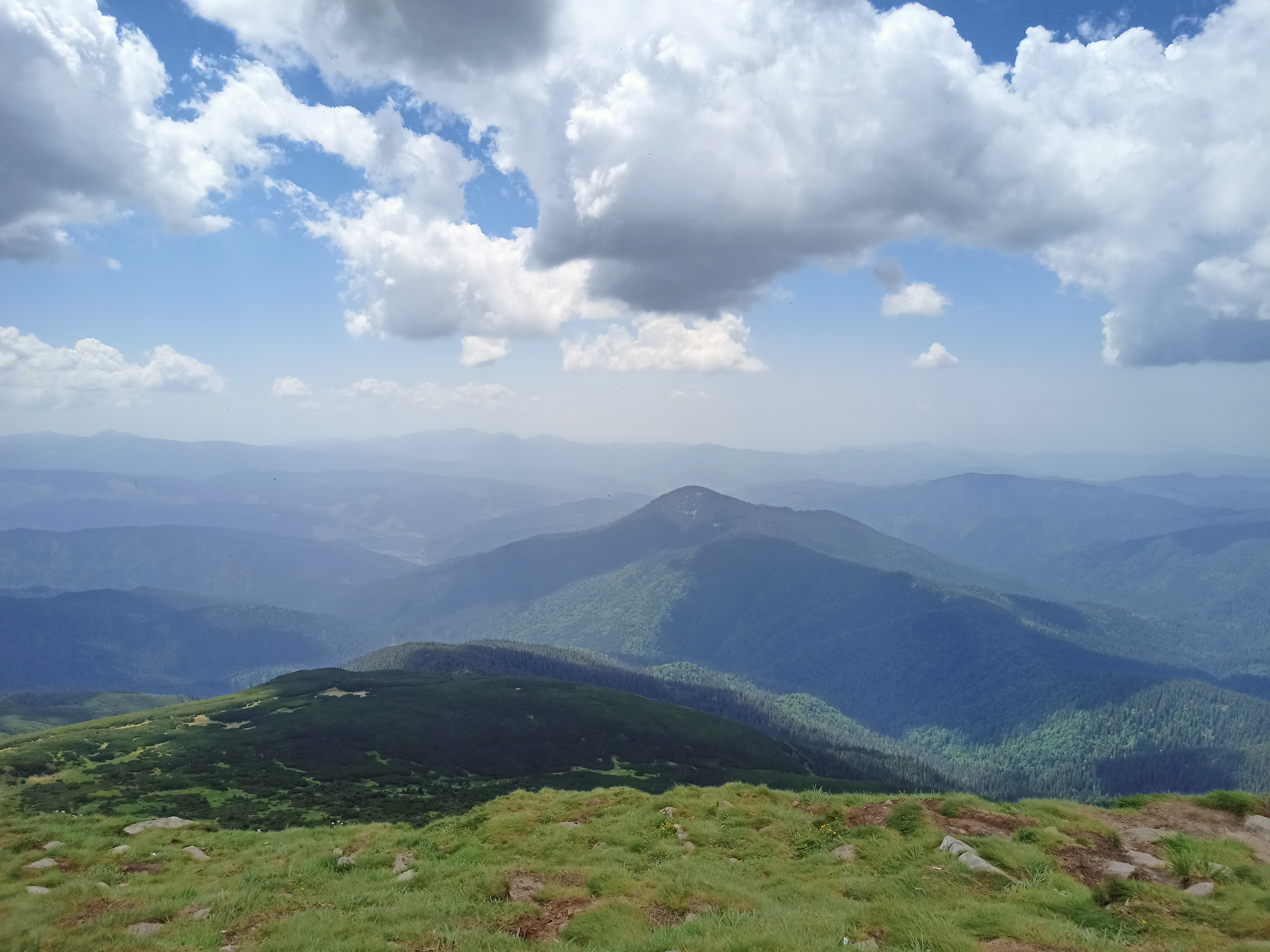

Піп Іва́н (також Попіван, Піп Іван Чорногі́рський або Чорна Гора) — одна з найвищих вершин Українських Карпат, з висотою 2028.5 м. Розташована на південно-східному кінці головного хребта масиву Чорногора, на межі Івано-Франківської та Закарпатської областей.
На вершині гори знаходяться руїни польської астрономо-метеорологічної обсерваторії, частково відновлені для туристичних потреб і відомі під сучасною популярною назвою «Білий Слон».

## Назва
На думку завідувача кафедри загального і слов'янського мовознавства Національного університету «Києво-Могилянська академія» Лучика В. В., сучасна назва — волоського походження від поширеного в Румунії топоніма popina («вершина, вища від інших; ґорґан нерівний»[джерело?]), перетвореного в україномовному середовищі на «Попіван», написання якого разом у такому разі є невипадковим. Однак в румунській мові слово popina перекладається як корчма.
Означення Мармароський і Рахівський у паралельних складених назвах вказують на відношення гір відповідно до Мармароського масиву в Східних Карпатах і до населеного пункту Рахів Закарпатської області. Водночас, інша назва гори «Чорна Гора», або «Чорногора» (остання поширюється на весь гірський масив) має прозору етимологію, пов'язану з темним кольором вершини та супровідним уявленням про чорне як «нечисте, темне, зле», що має язичницькі витоки.
Незважаючи на те, що назви Чорна Гора та Піп-Іван використовувалися одночасно, непрямими доказами того, що назва Чорна Гора почала вживатися раніше за Піп-Іван є дослідження історичних карт, проведені авторами інтернет-ресурсу «Українські Карпати». Згідно з топографічними картами та іншими письмовими джерелами, назва Чорна Гора використовується автохтонним населенням і картографами як мінімум з середини XVII століття, тоді як Піп-Іван — в основному в XIX та на початку XX століття в джерелах польського походження.
Згідно з Державним реєстром географічних назв, прийнятними є обидві назви Чорна Гора (Піп-Іван).

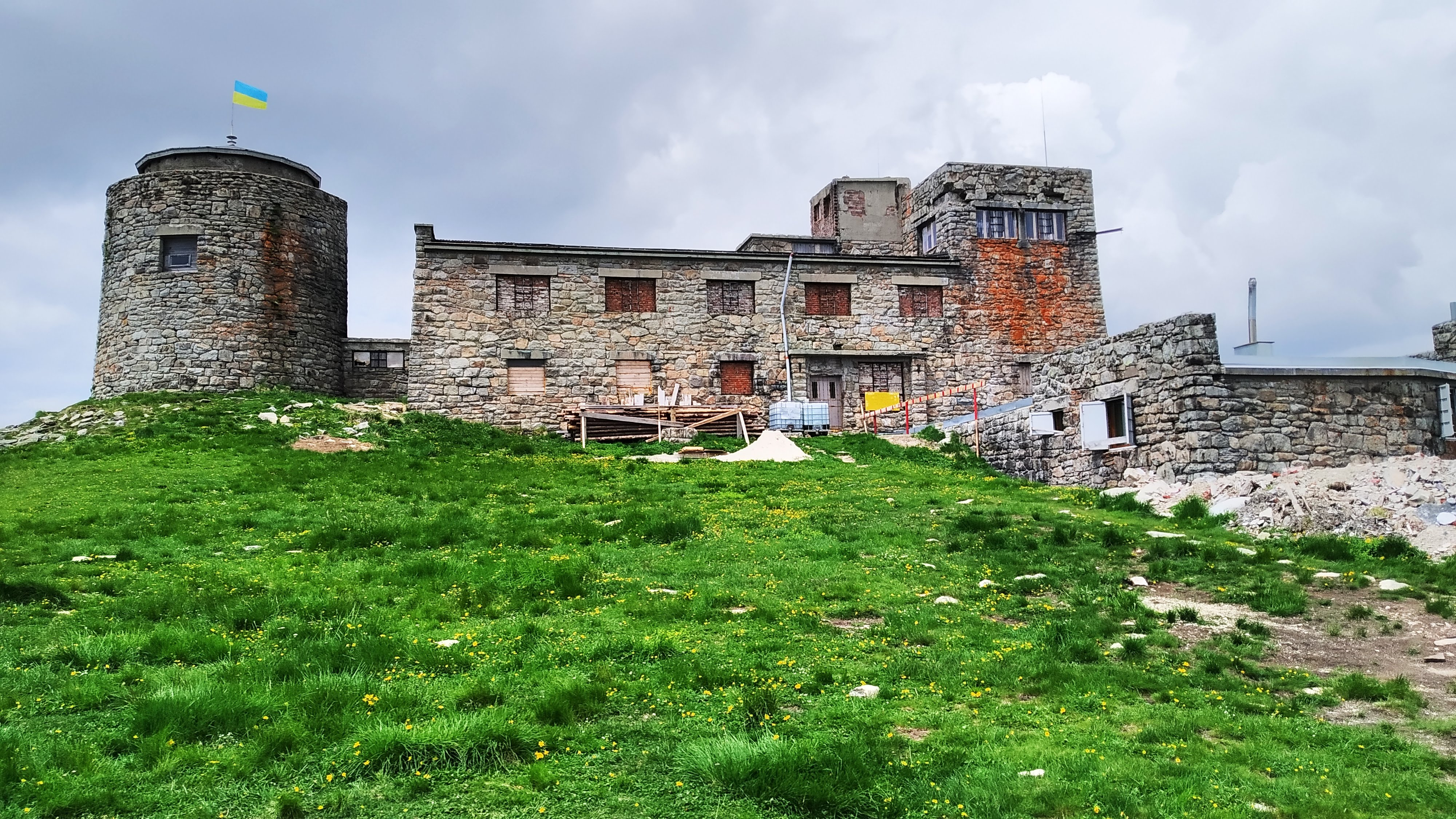
Білий Слон, червень 2019 року

### Маргінальні припущення
За місцевими переказами Верховинського району Івано-Франківської області, свою назву гора дістала від скелі на вершині, яка нібито нагадувала священника. Нині скелі не існує. За іншими фольклорними джерелами, назва гори походить від вітру, який там попіває (поспівує) — через це місцеві гуцули називають гору Попіван.
Є припущення, що нібито у 30-х роках ХХ ст. існував проєкт перейменування гори Піп Іван на «Розспєваний», однак не був здійснений.

## Опис

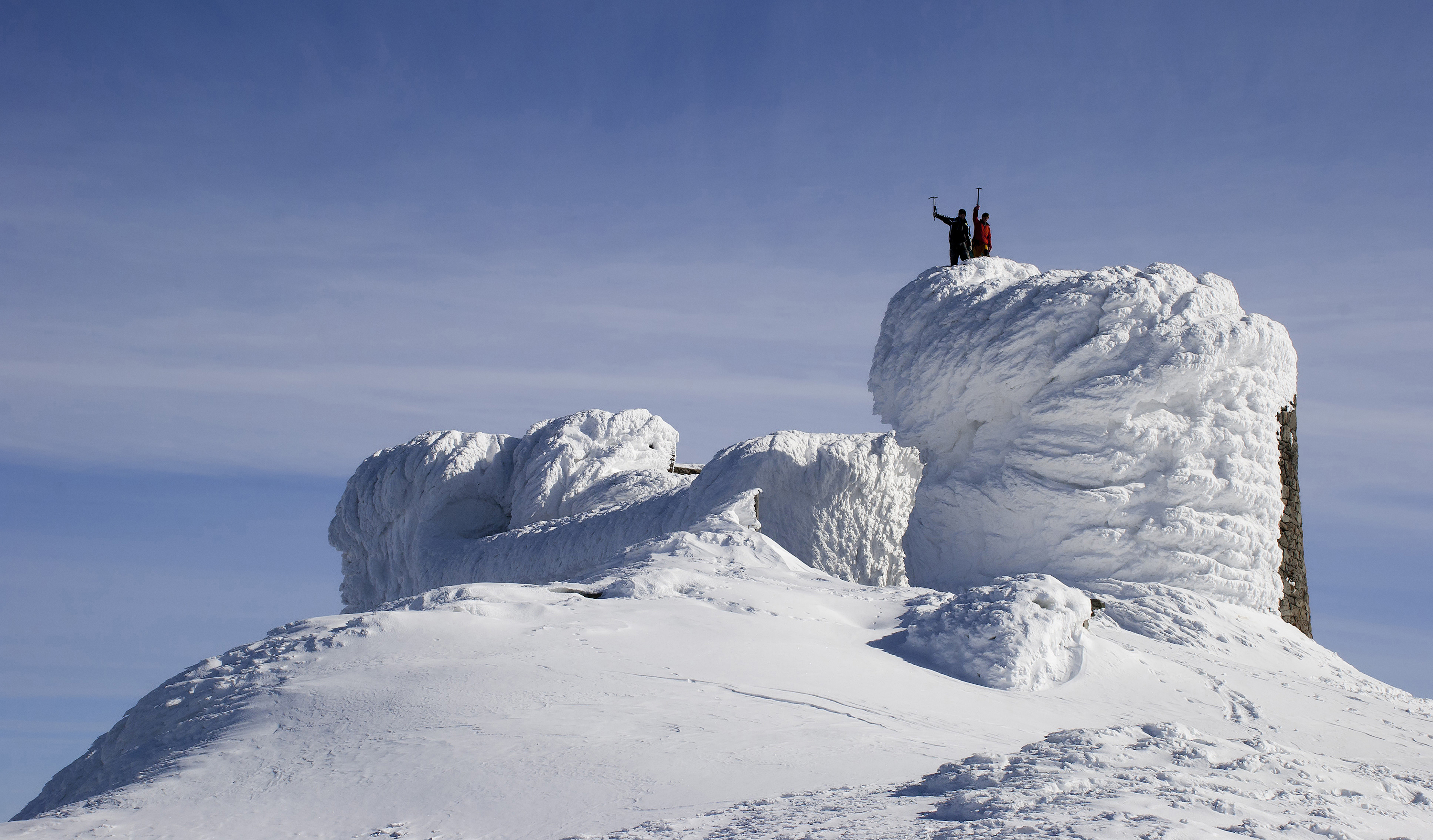
Вершина гори взимку 2012 року

Гора масивна, має пірамідальну форму, у привершинній частині — кам'яні осипища-ґреготи. Є давньольодовикові форми рельєфу. Складається з пісковиків.
Розташована в межах Карпатського національного природного парку. Вершина на довоєнних польських картах позначена як стовп № 16.
Вершина гори є найсхіднішою точкою Закарпатської області.

## Флора
Вершина вкрита переважно субальпійською рослинністю. Поширені чагарники (ялівцю сибірського, рододендрона карпатського, сосни гірської), а нижче — ялинові ліси (до висоти 1500—1600 м). Також на вершині росте наскельниця лежача, що покриває значні простори. Цвіте щорічно з травня по серпень.

## Обсерваторія на вершині гори
Докладніше: Астрономічна і метеорологічна обсерваторія на вершині Піп Іван
На вершині гори розташована колишня польська астрономо-метеорологічна обсерваторія. Вона відома ще під назвою «Білий слон» або «Гуцульська піраміда». З 2017 року на постійній основі тут цілодобово функціонує Явірницьке пошуково-рятувальне відділення 4-ї спеціалізованої пошуково-рятувальної групи спеціалізованої пошуково-рятувальної частини аварійно-рятувального загону спеціального призначення Управління ДСНС України в Івано-Франківській області.

### Відбудова обсерваторії
Нова концепція відбудови обсерваторії і надання їй нових цілей і завдань виникла в результаті спільної ідеї Студій Східноєвропейських Досліджень Варшавського Університету і Прикарпатського Національного Університету ім. Василя Стефаника. Цей об'єкт був представлений президентам України й Польщі в липні 2007 року. Згодом проєкт його відбудови було внесено у «Дорожню карту співробітництва України-Польщі», підписану в вересні 2009 року. Тоді ж проєкт отримав патронат Президентів Польщі та України.

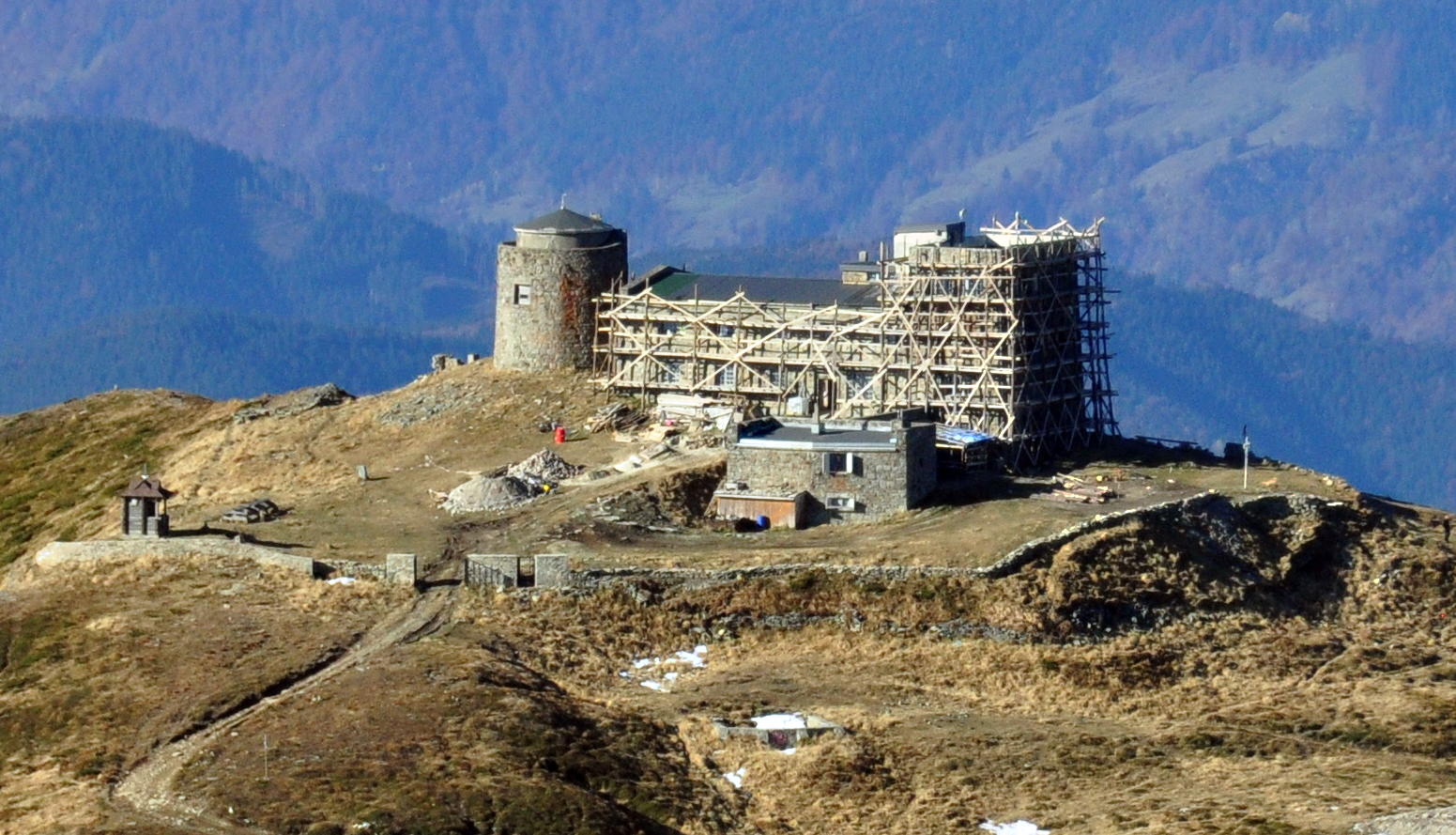
Реконструкція будівлі (2020 рік)

Рішенням Верховинської районної ради та Івано-Франківської обласної ради обсерваторію було передано в управління Прикарпатському Національному Університету ім. В. Стефаника в Івано-Франківську. У 2011 році проєкт відбудови будівлі довоєнної обсерваторії Варшавського університету на горі Піп Іван отримав перший грант від Міністерства культури і національної спадщини РП. Згідно з цілями дотації, кошти були скеровані на здійснення оцінки технічного стану будівлі. З 2012 року на проведення будівельно-відновлювальних робіт проєкт щороку отримував фінансування. Для запобігання засніженню, вікна та інші отвори приміщень, були замуровані, а також було встановлено нове перекриття та підлога. Крок за кроком демонтували зігнилу підлогу, перекриття поверхів і замість нього встановили нове, а також каркас даху. Сам дах над встановленими дерев'яними перекриттями зашили мідним листом. 7 липня 2013 року було укладено угоду про створення окремого рятувального поста на базі кількох кімнат обсерваторії.
Обсерваторія матиме широке комплексне використання. Перший напрямок — для астрономічних спостережень. Другий — метеорологічні спостереження. Цілком новим напрямком є гірське рятівництво. 22 лютого 2019 року в місті Яремче підписано Грантову угоду між Прикарпатським національним університетом імені Василя Стефаника та Міністерством інвестицій і розвитку Республіки Польщі щодо проєкту «Адаптація колишньої обсерваторії на горі Піп Іван для потреб високогірного рятувального центру» в рамках програми ЄС транскордонного співробітництва Польща-Білорусь-Україна (PL-BU-UA) 2014–2020. Концепція запропонована Прикарпатським національним університетом полягає у створенні так званого трансформера, який об'єднає сучасний науково-дослідний центр з базою підготовки фахівців для проведення пошуково-рятувальних операцій. Партнерами Прикарпатського національного університету у цьому проєкті є Варшавський університет, з яким реалізується спільний проєкт створення Міжнародного наукового центру «Обсерваторія» на горі Піп Іван, а також Управління ДСНС України в Івано-Франківській області та Бещадський гірській рятувальний відділ (м. Сянок, Республіка Польща). Сума гранту становить 1 млн 53 тис. євро. Проєкт розраховано на два роки.
Інший напрямок експлуатації пов'язаний з організацією українських та міжнародних наукових досліджень: індивідуальні та групові дослідження, а також студентські практики в галузі біології, ботаніки, природокористування, геології, астрономії, географії, метеорології, кліматології, туризму тощо.

## Туристичні стежки
- — по зеленому маркеру з с. Шибене через ур. Погорілець, пол.  Веснарка і оз. Марічейка. Час ходьби по маршруту ~ 5 год., спуск ~ 4 год.
- — по синьому маркеру з с. Дземброня до пол. Смотрич через г. Смотрич або г. Вухатий Камінь, далі  — по жовтому маркеру до стовпця « Сідловина», далі  — по червоному маркеру . Час ходьби по маршруту ~ 6 год., спуск ~ 5 год.
- — по червоному маркеру з г. Дземброня. Час ходьби по маршруту ~ 2 год., спуск ~ 2 год.

## Фотографії

### Вид на гору

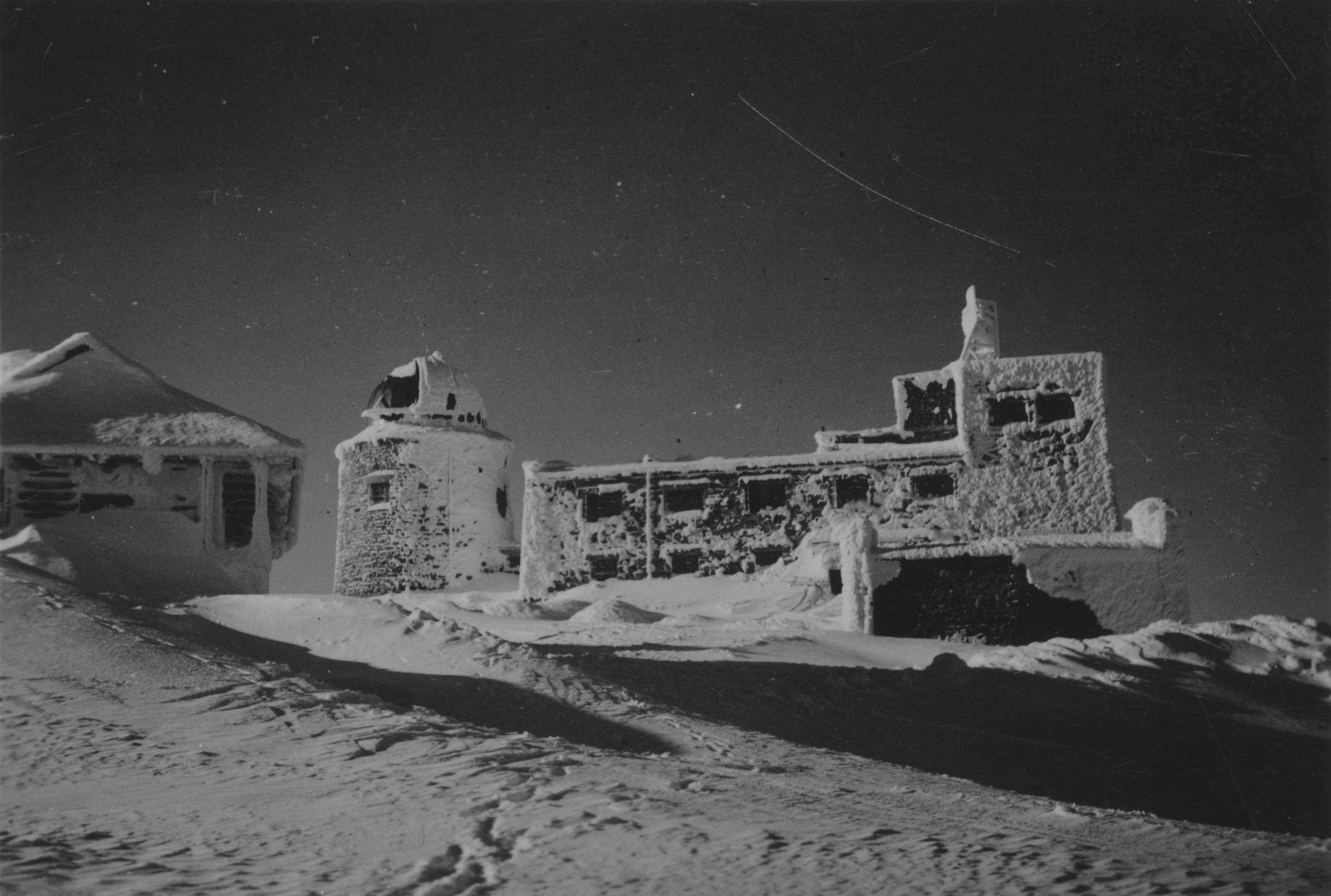
Будівлі на вершині гори (1938 рік)
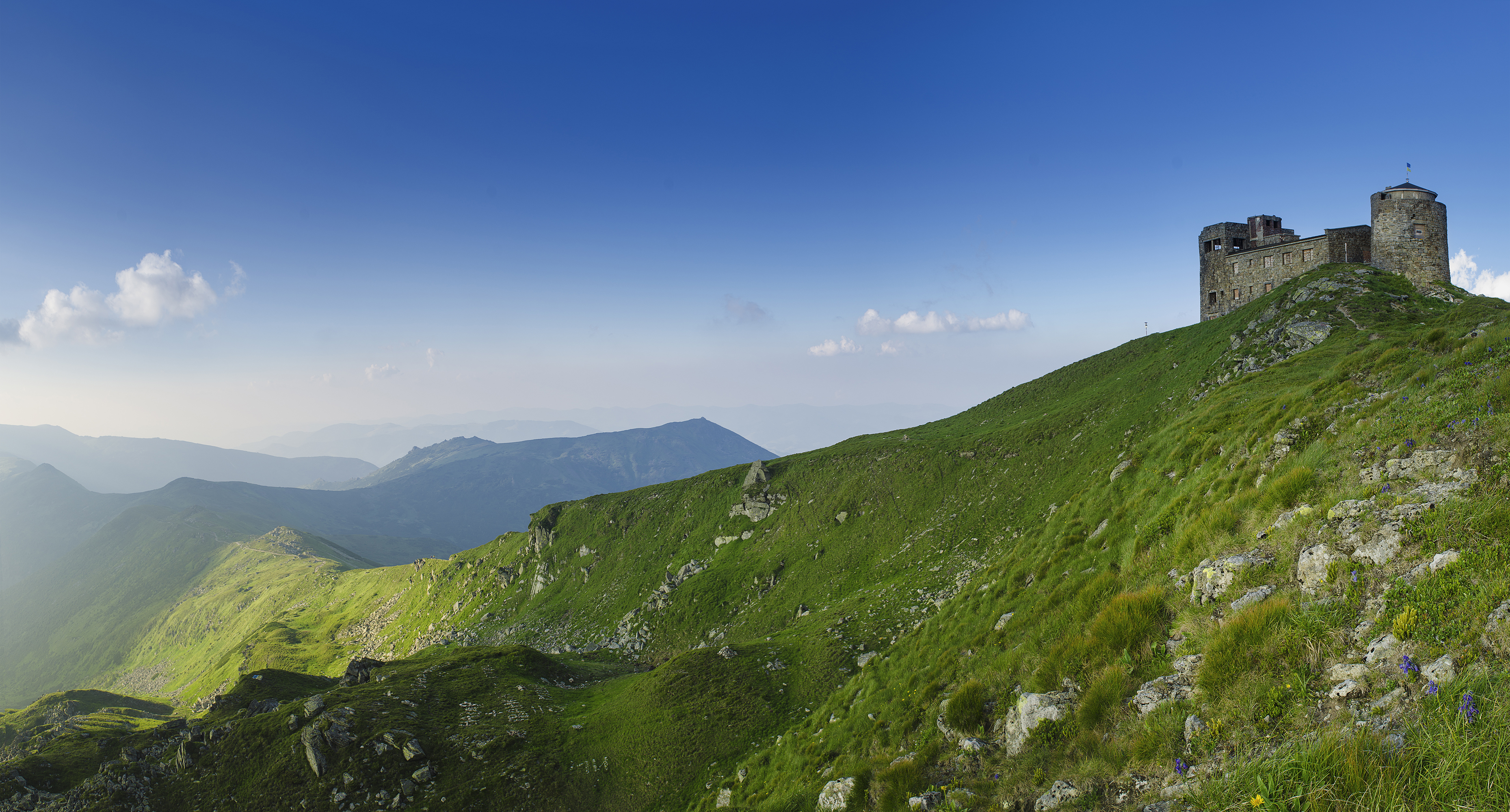
Вид на вершину гори та Чорногірський хребет з південно-західної сторони
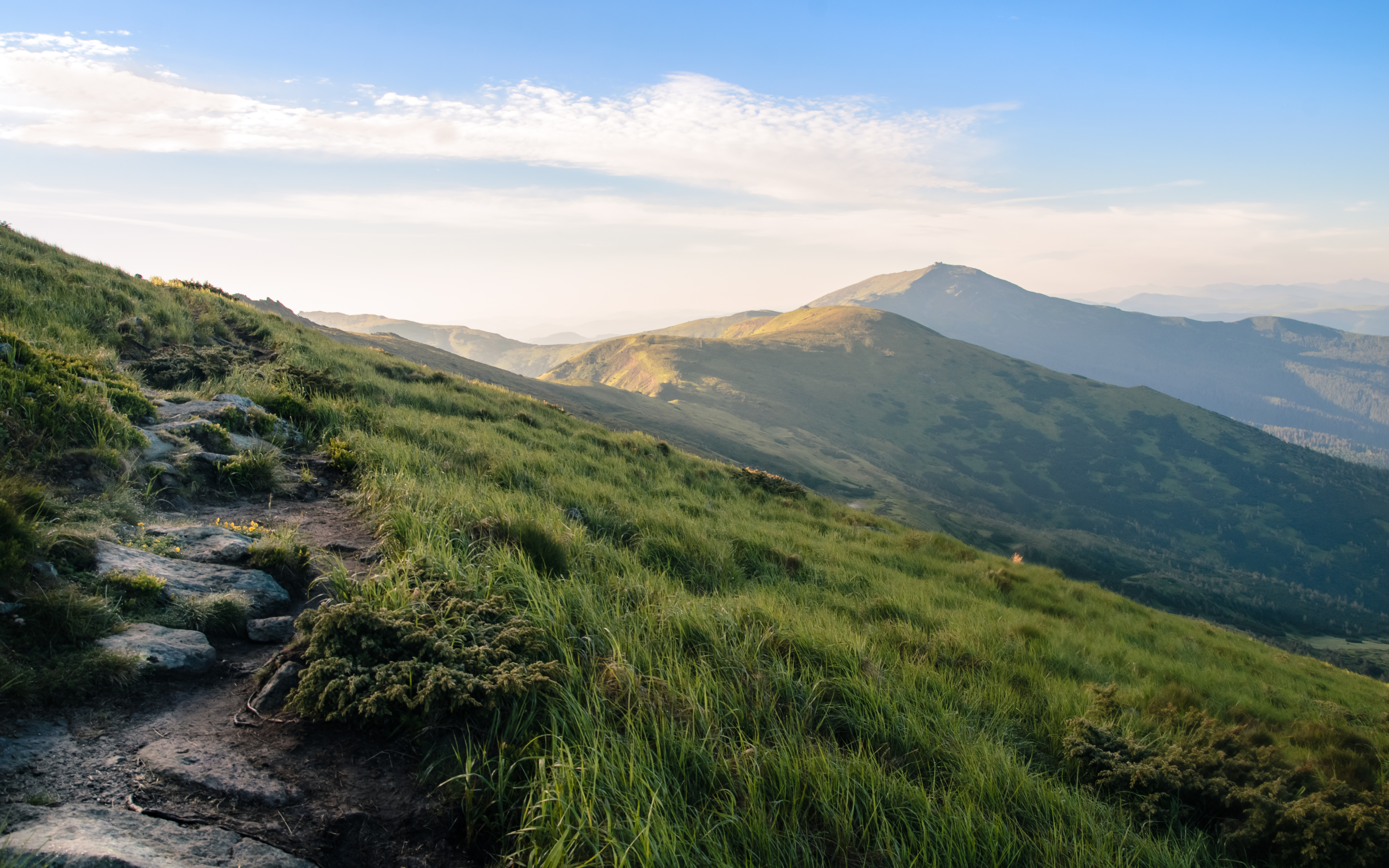
Вид на Піп Іван (вдалині) з Чорногірського хребта
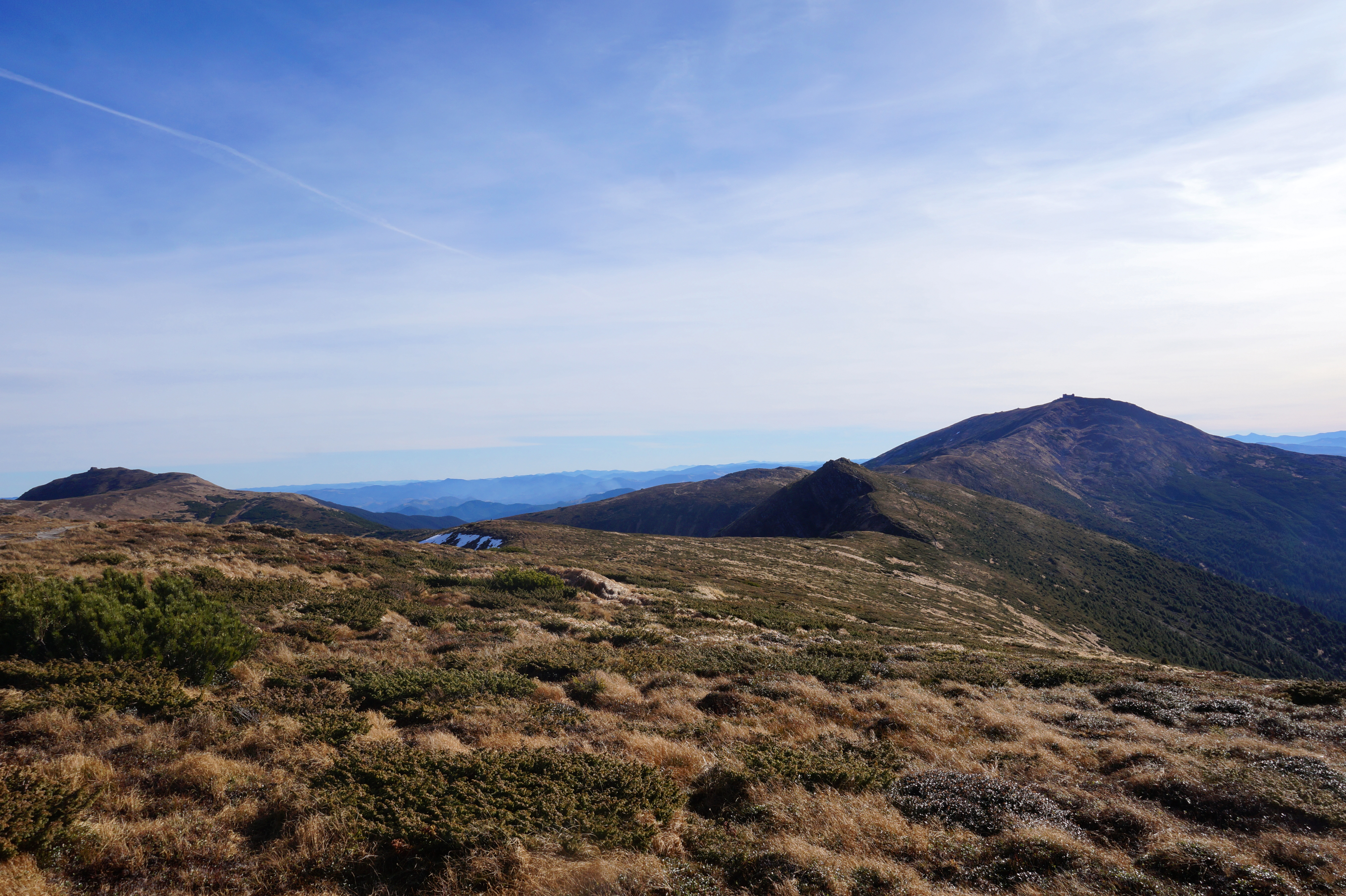
Вид на Піп Іван (вдалині) з полонини Балцатул (Чорногірський хребет)
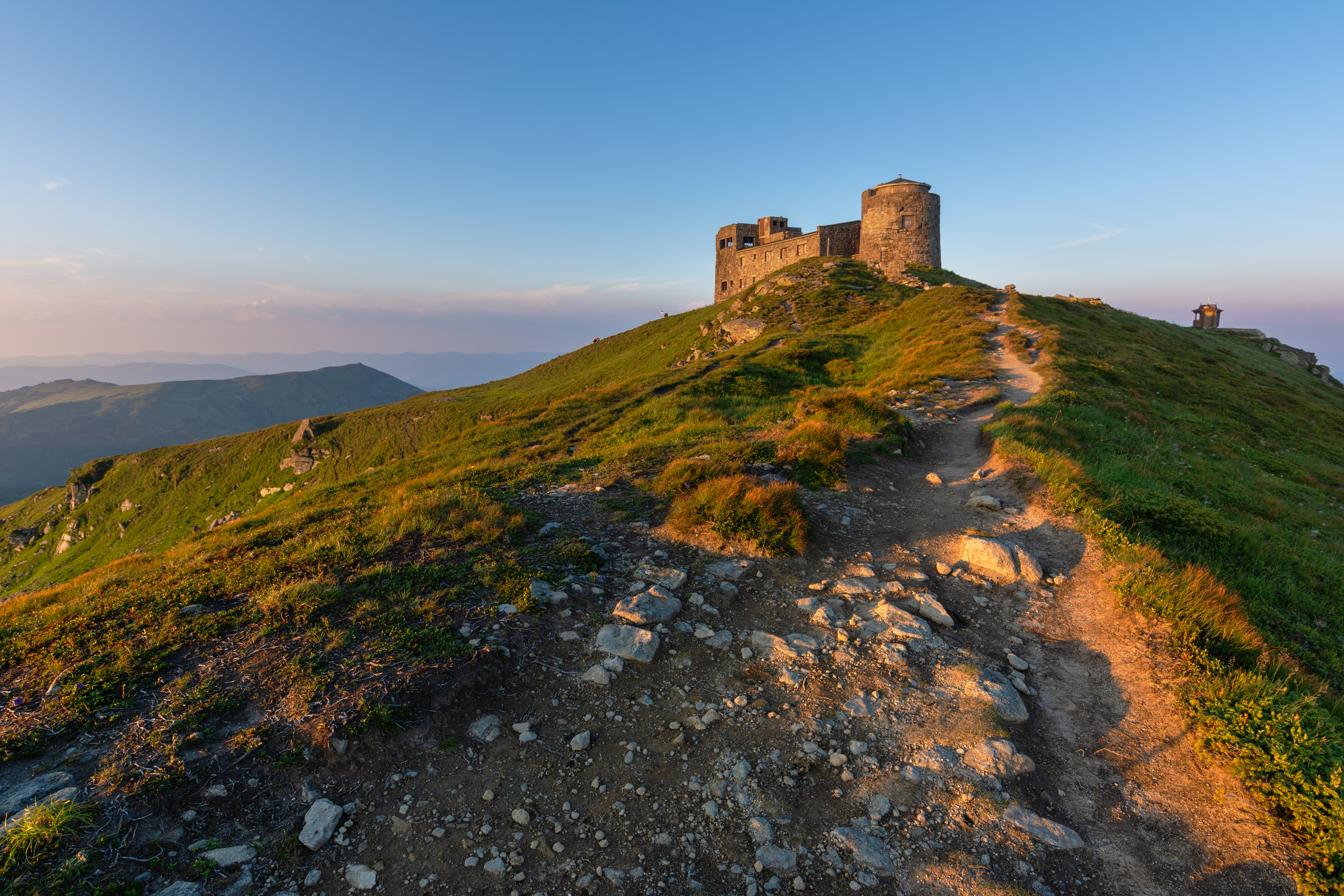
Вид на вершину з південно-західної сторони
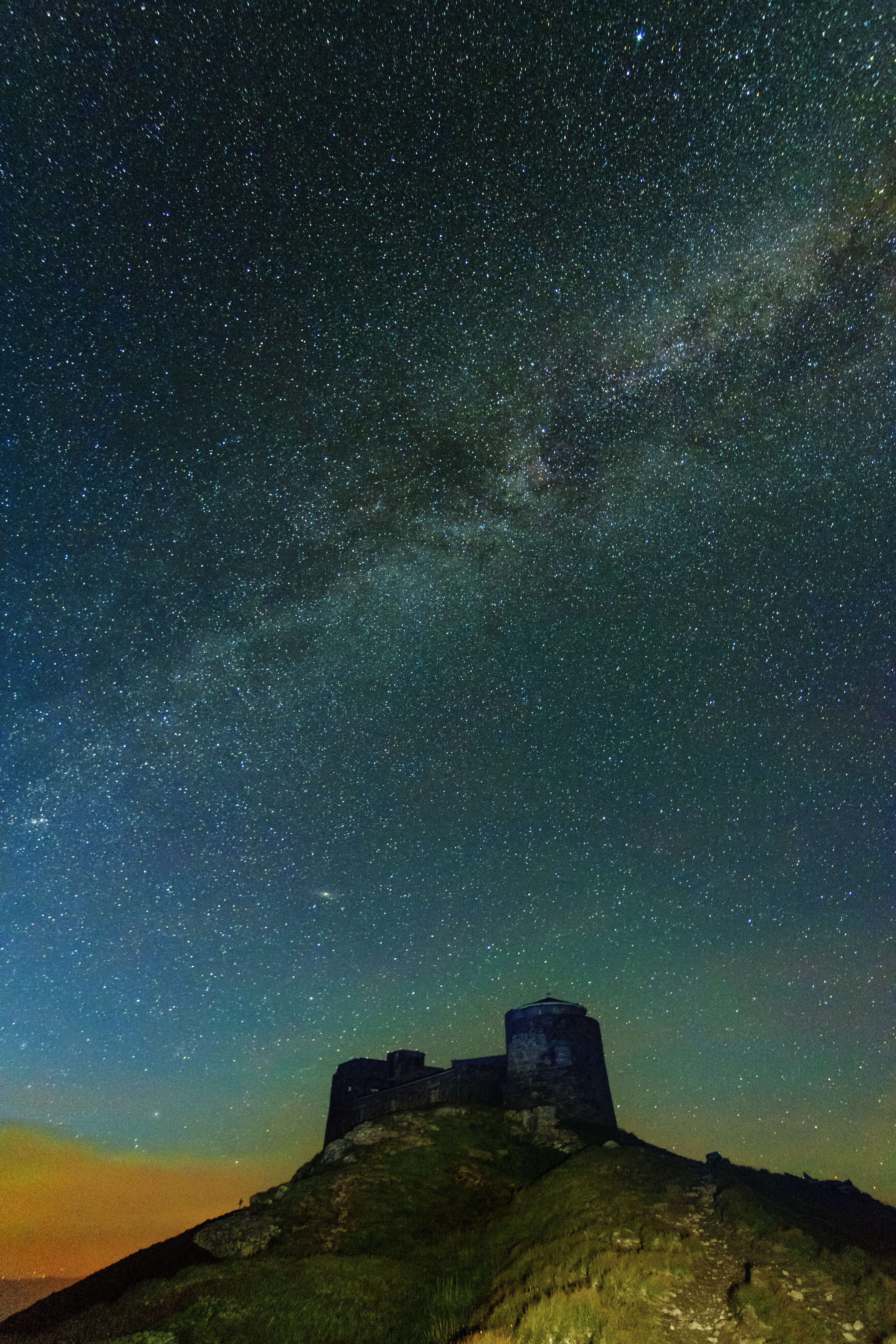
Обсерваторія на вершині вночі
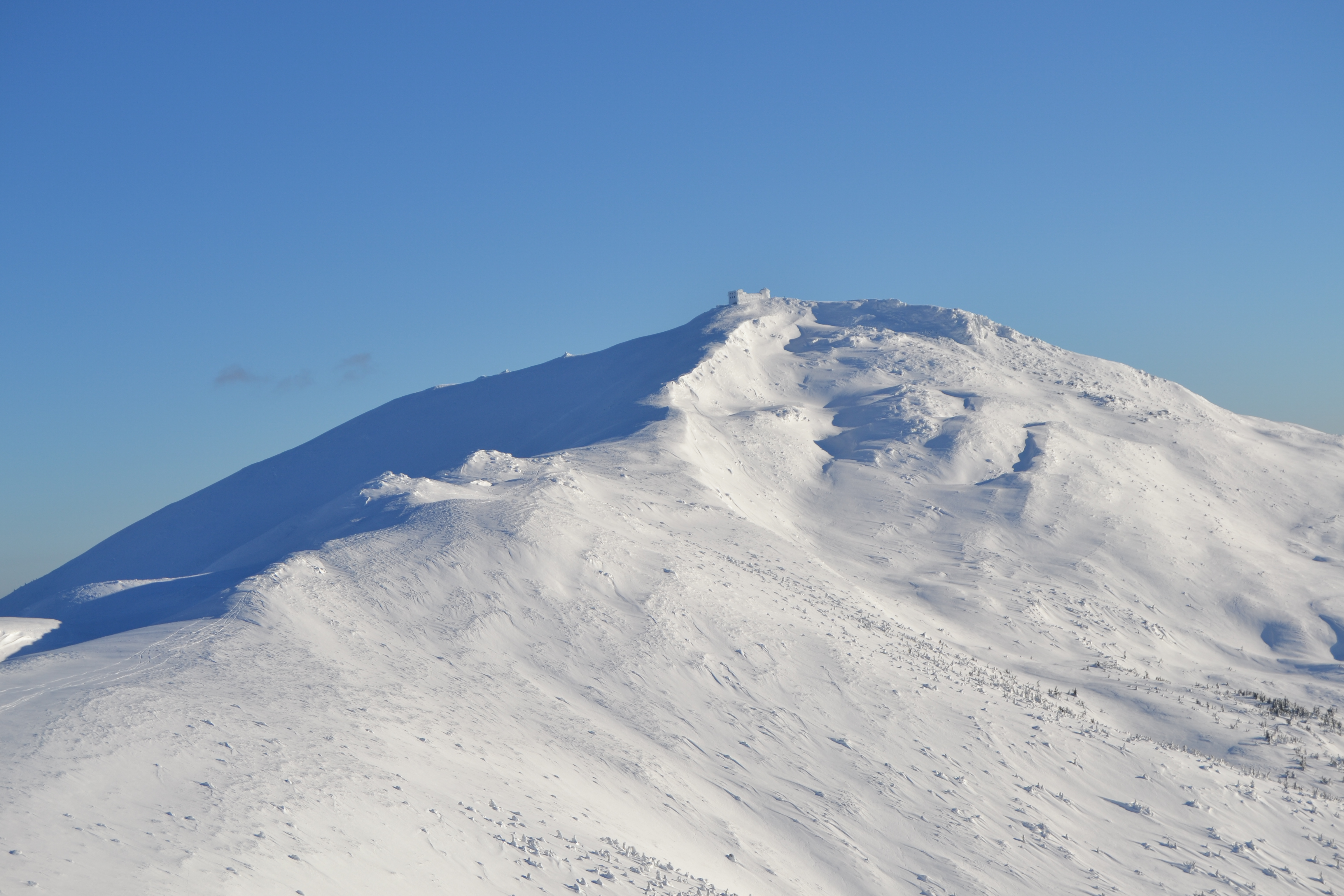
Вид на вершину з Чорногріського хребта взимку
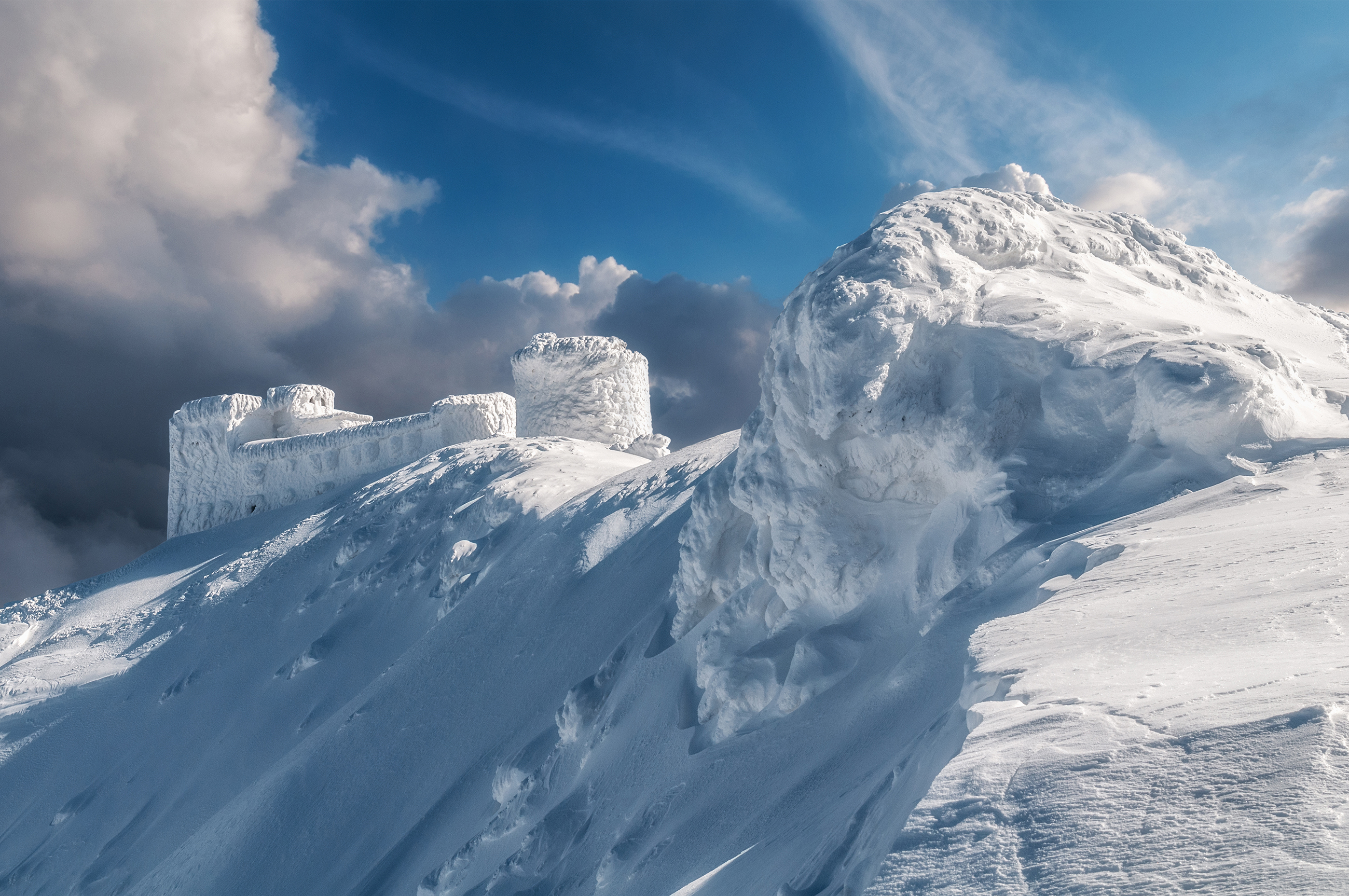
Білий слон взимку

### Краєвиди з гори

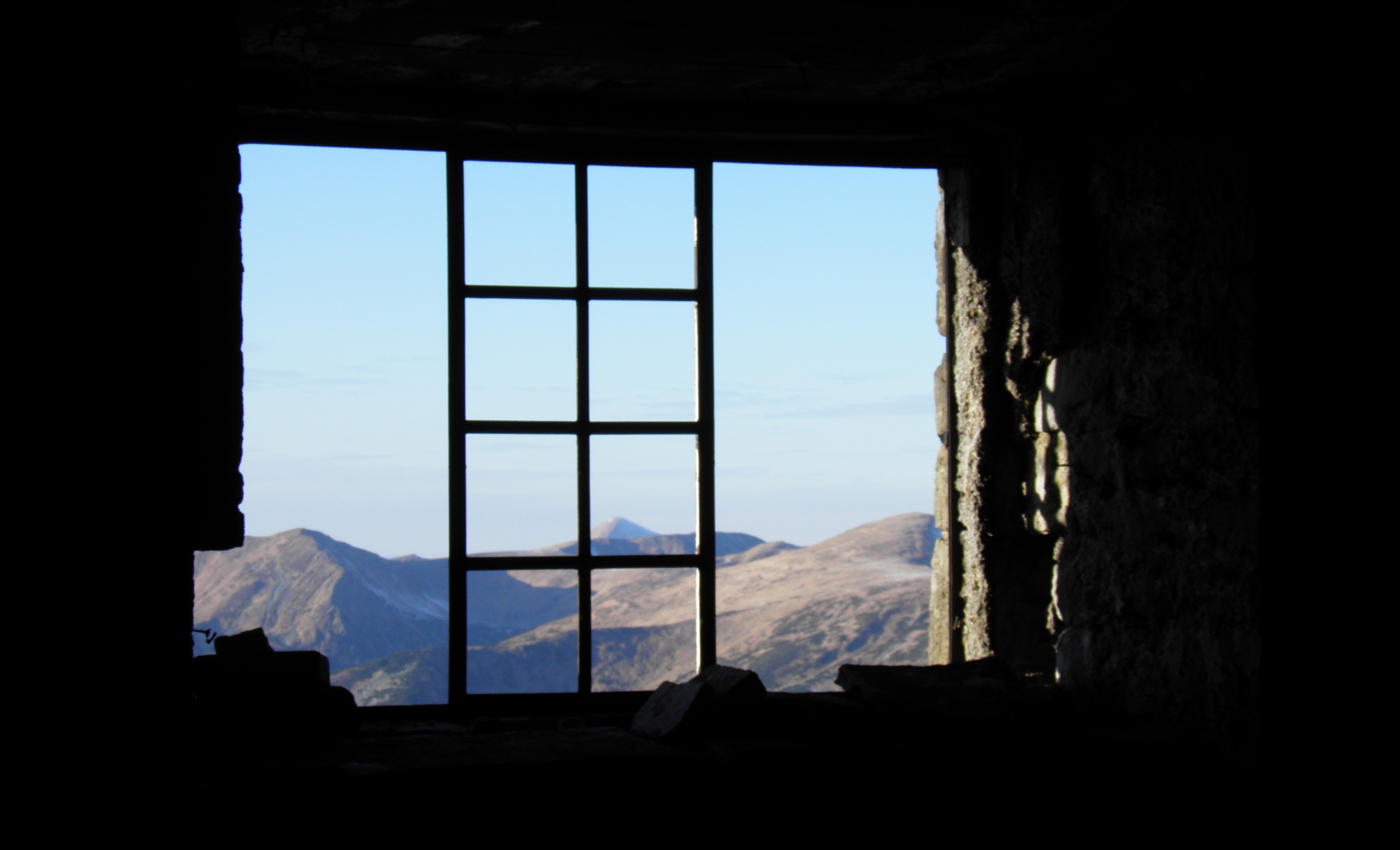
Вид з вікна будівлі обсерваторії на Чорногірський масив
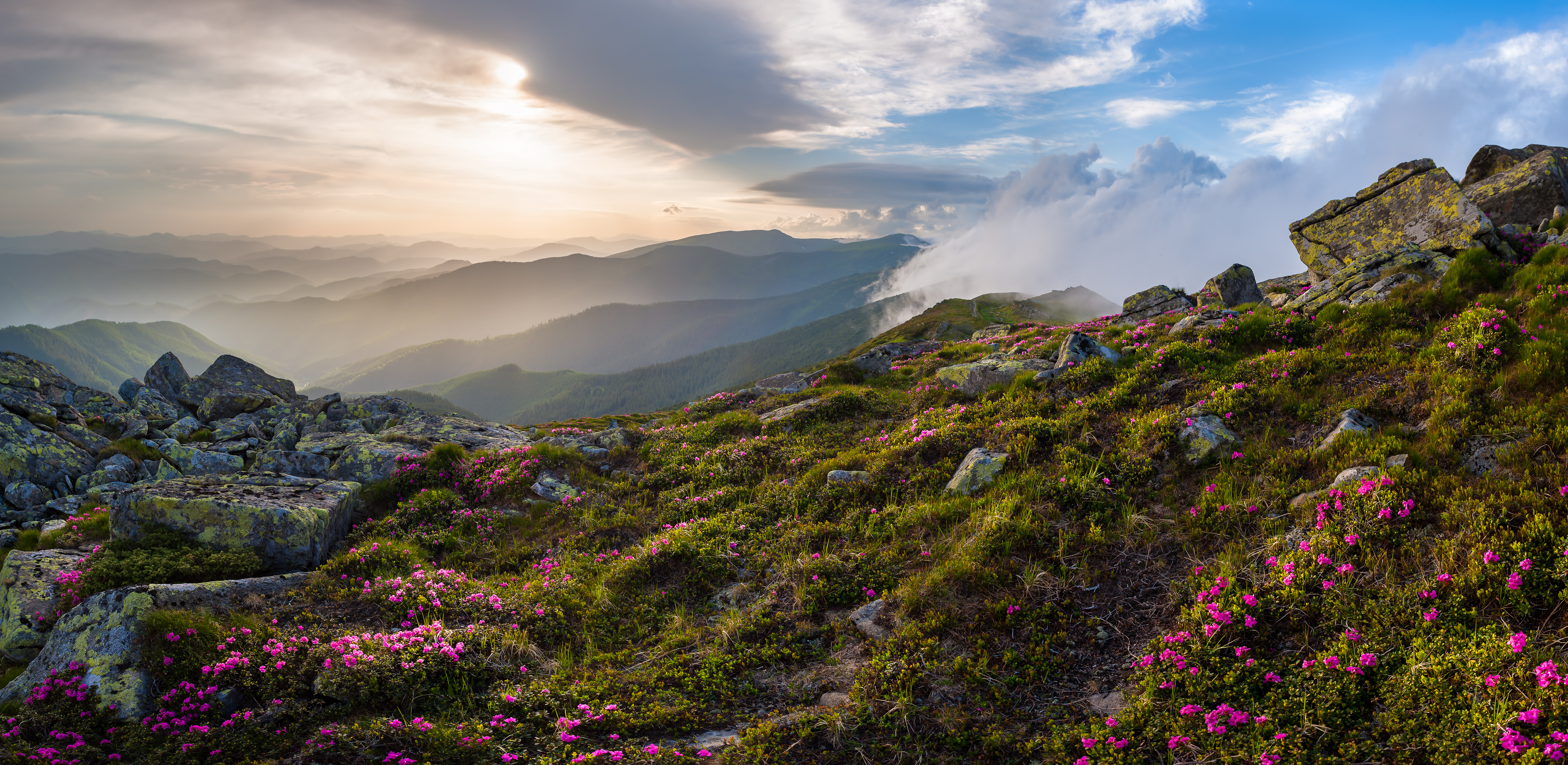
Вид з гори на північно-західні простори
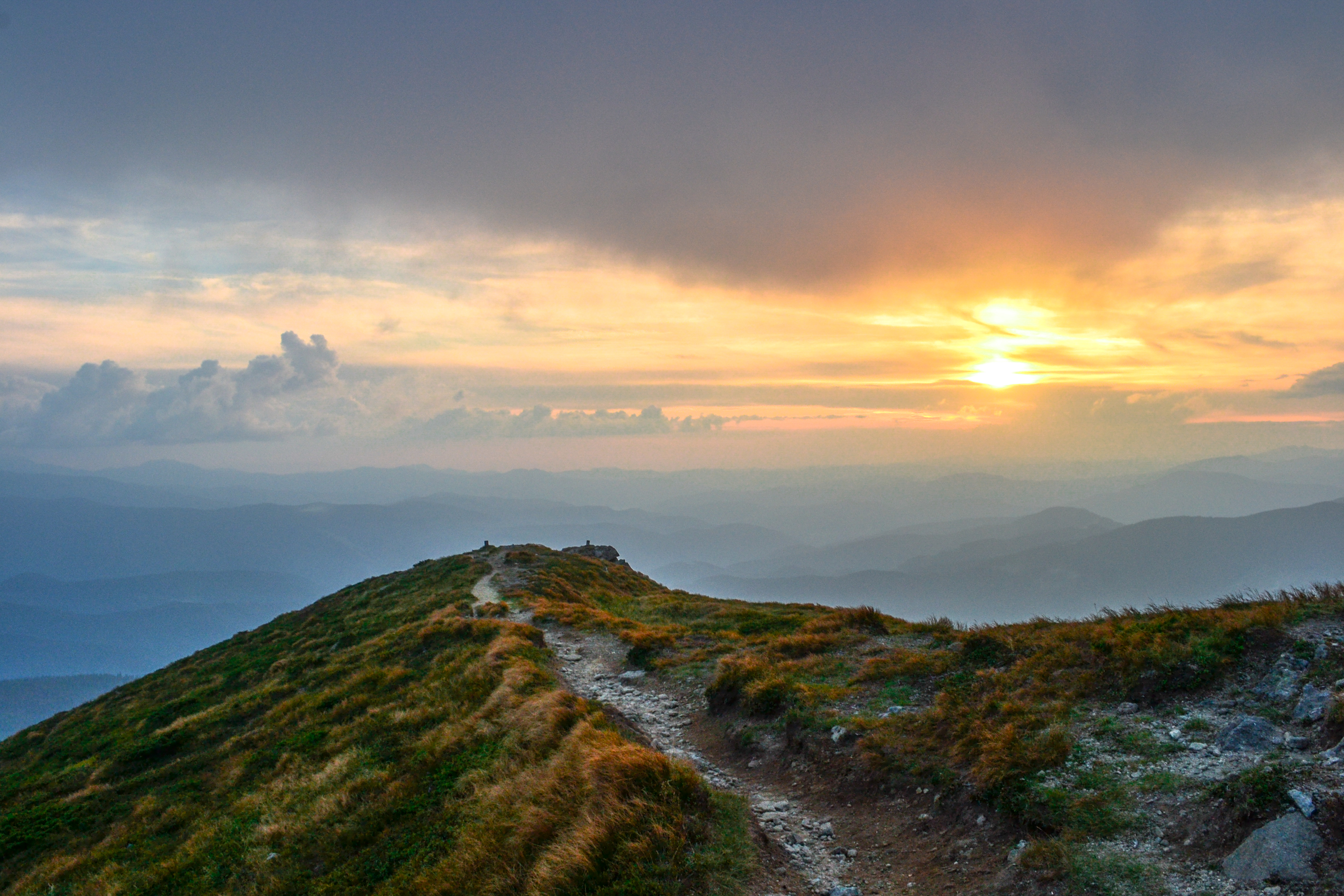
Вид з гори на західні простори